# Vallülabach
Der Vallülabach ist ein kleines Nebengewässer der Ill im südlichen Montafon in Vorarlberg. Mit seinen beiden Quellbächen Oberer und Unterer Vallülabach bildet er die Vallülatäler bei Partenen.

## Lauf und Landschaft

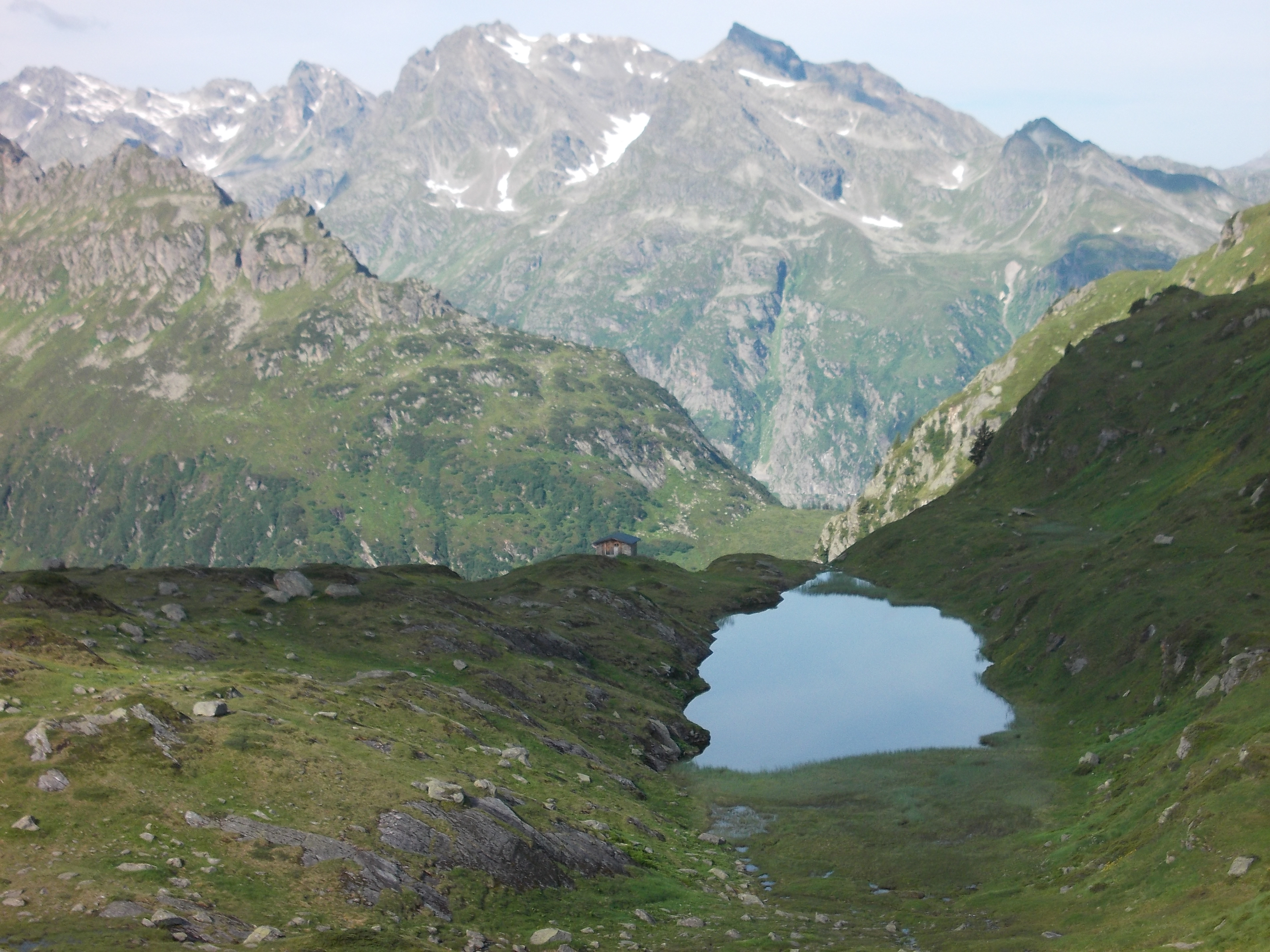
Dieser See auf etwa 2100 m südlich des Breitspitz (2203 m) gelegen entwässert in den Oberen Vallülabach

Die Vallülabäche kommen von der Vallüla (2813 m ü. A.) in der Silvretta. Dabei bilden sie einen weiten Taltobel, der den Kern der Vallülagruppe (Nordsilvretta) bildet und vom Hauptkamm des Vallülastocks und Breitem Spitz (2196 m ü. A., Rücken der Brätspitz) eingefasst wird.
Der etwa 3 km lange Obere Vallülabach entspringt an der Nordflanke der Vallüla auf der Passlandschaft Of da Budina, die nach Tirol führt (Sonnenberg des Kleinvermunt), auf etwa 2240 m in einer weiten Quellflur. Er durchfließt den Vallülasee und wendet sich westwärts. Er passiert die verfallene bzw. aufgelassene Obere Vallülaalpe. (1890 m ü. A.). Ein Nebengewässer mündet von Norden, vom Langenegg und dem Weiher in der Erzgruaba.
Der Untere Vallülabach fließt über 2 km von den Ogstaböda auf etwa 2220 m am Fuß der Bielerspitze (2545 m ü. A.) und Kleinen Vallüla (2643 m ü. A.) nordwärts. Unterhalb der Vallüla mündet der Bach vom See im Flamtäli am Seekopf.
Im Bärenboden bei der aufgelassenen Unteren Vallülaalpe (1746 m ü. A.) vereinen sich die beiden Bäche und werden Vallülabach genannt. Der verlässt hier das Hochtal und tritt in eine Schlucht zwischen Breitem Kopf und Zaferna (2277 m ü. A.). Hier mündet rechts der Marktobelbach vom Breitenberg. Dann tritt er in den Talschluss des Illtals bei Loch. Noch oberhalb des Talgrundes mündet er nach 1½ km Flusslauf in den Verbellabach, der nach wenigen hundert Meter selbst in die Ill fließt.

## Natur und Bewirtschaftung

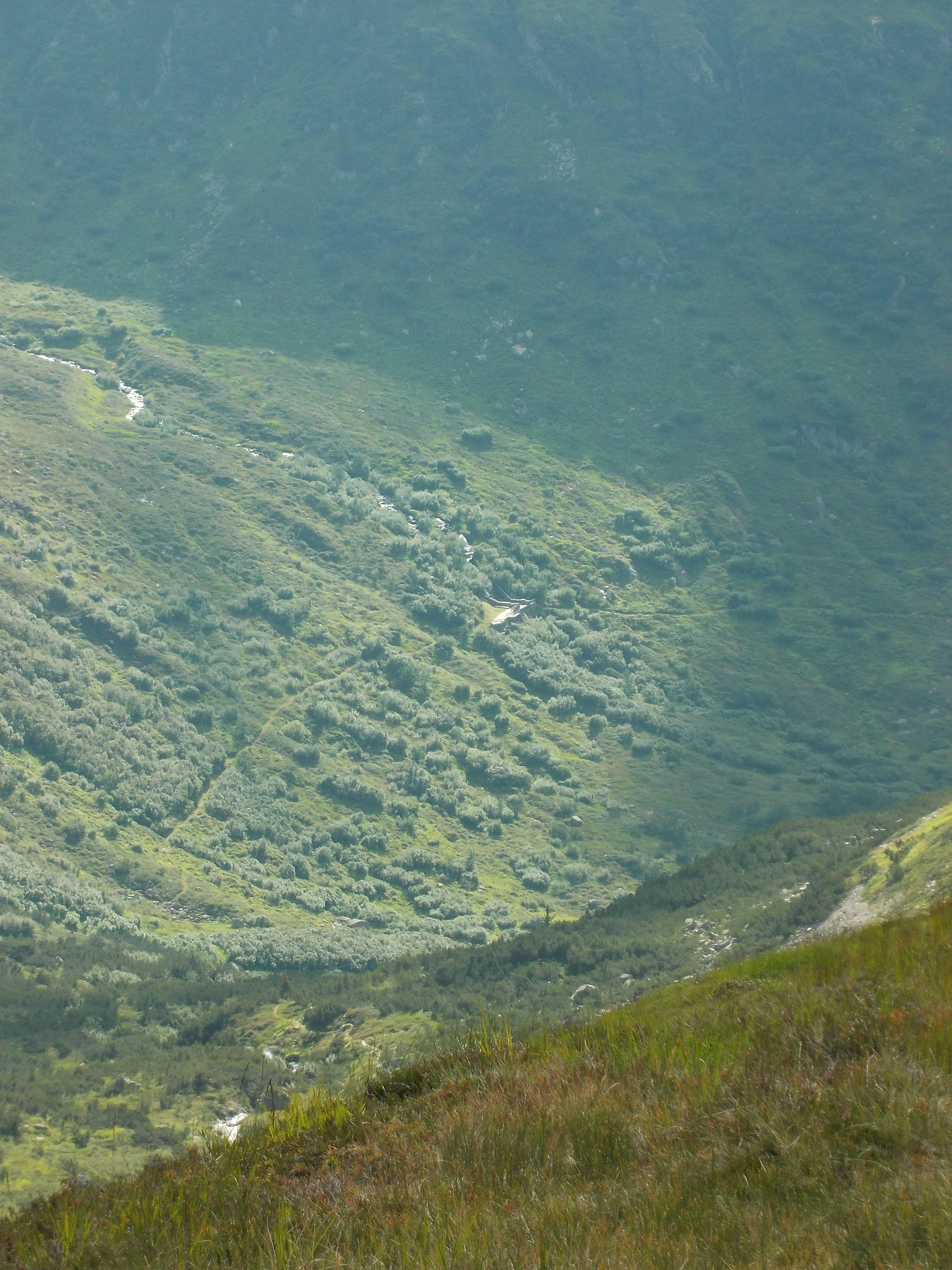
Die Wasserfassung des Unteren Vallülabaches, am rechten Bildrand der Weg entlang des Vallülabaches nach Partenen

Das Bündner Urkundenbuch dokumentiert bereits für das Jahr 1089 Alpen auf Zeinis, im Verbellatal, auf Vallüla und im Vermunt. Die Alpwirtschaft der Alpe Vallüla wurde schon in den 1950ern aufgegeben. Hier bildet sich eine weitläufige Verwilderungsflur alpinen Graslandes, die sich durch besonderen Arten- und Biotoptypenreichtum auszeichnet. Ein guter Bestand an Gamswild und Murmeltier nutzt den Weiderraum, es finden sich auch zahlreiche stehende Gewässer, von Hochgebirgsseen bis zu verlandenden Tümpeln, am Nordrand, gegen die Alpe Kops hin, auch Zirbenbestände. Daher wurde das ganze Gebiet im Ausmaß von 1900,18 ha im Biotopinventar Vorarlberg als Großraumbiotop Vallülatäler (Nr. 11020) eingetragen, und als Juwel der Gemeinde Gaschurn ausgezeichnet.

## Geologie und Bergbau
Die Vallülatäler bilden sich aus Ortho- und Mischgneisen des Silvrettakristallin.
Das Areal ist auch in der Tiefe wohldokumentiert: Beim Bau des Druckstollens Vallüla–Vermunt (Zaverna-Stollen) der illwerke vkw, der den Kopssee mit dem Vermuntsee verbindet und dabei die Vallülatäler auf Höhen zwischen 1.710 und 1720 m ü. A. unterquert, konnte in den 1940ern von Otto Reithofer die gesamte Stollenlänge aufgenommen werden.
Der Ort Loch und Flurnamen wie Erzgruoba und bim Schlössle (in der Ganda an der Vallüla) belegen historischen Bergbau: Das „Schlössle“ war im Montafon der Standort der Bergaufsicht und Knappen.